# Kyrkslätts församling

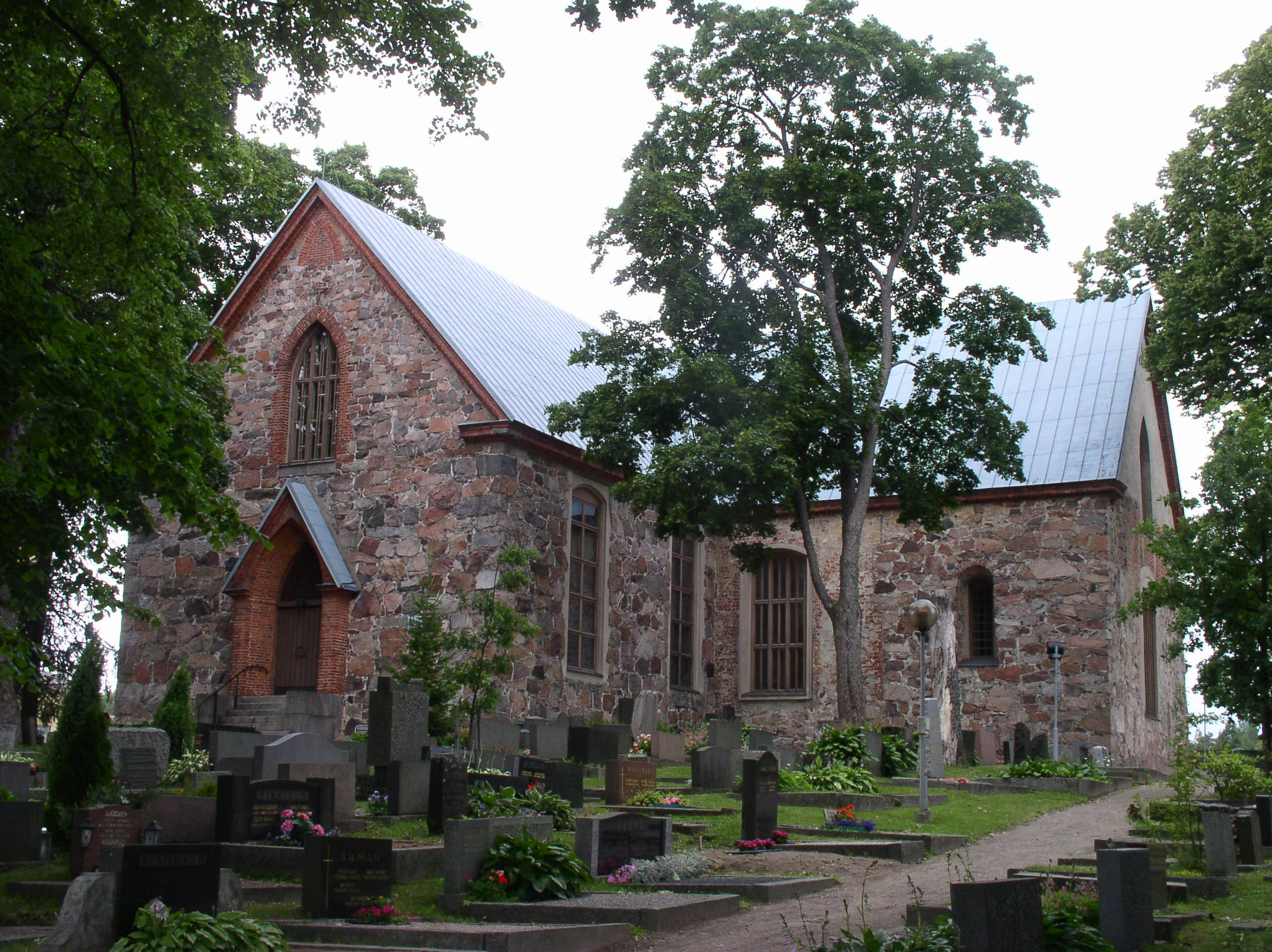
Kyrkslätts kyrka

Kyrkslätts församling är en gammal finländsk moderförsamling från medeltiden. Församlingen som är belägen i Kyrkslätt i Nyland omnämns första gången år 1330. På 1950-talet delades församlingen i en svenskspråkig församling och finskspråkig församling.

## Historia
Kyrkslätts församling är en gammal medeltidsförsamling i Nyland. Församlingens huvudkyrka var S:t Mikaels kyrka byggt av gråsten. Församlingen hade på 1680-talet en stenkyrka för svenska och en träkyrka för finska gudstjänster. Åren 1856-1858 genomfördes en grundlig renovering i kyrkan, som förnyades enligt ritningar av arkitekt Jean Wik, varefter de finska gudstjänsterna hölls i samma kyrka som de svenska.
Esbo församling var antagligen redan på 1300-talet en kapellförsamling under Kyrkslätt. Esbo avskildes till självständigt pastorat 1451. Till Kyrkslätt hör även Aspsjö bönehusförsamling, som grundades 1749.